# MinaCelentano — The Complete Recordings
«MinaCelentano — The Complete Recordings» — збірка пісень італійських виконавців Міни та Адріано Челентано, що планується до виходу 26 листопада 2021 року на лейблах «PDU», «Clan Celentano» та «Sony Music».

## Передумови й реліз
Вихід збірки приурочений до двадцятип'ятирічного ювілею першого студійного альбому Міни та Адріано Челентано — «Mina Celentano», реліз якого відбувся у 1998 році, платівка мала приголомшливий успіх, досягнувши вершини італійського чарту та отримавши дві платинові сертифікації. У 2016 році співаки випустили ще один студійний альбом — «Le migliori», який зміг повторити успіх попередника і навіть перевершив його, отримавши сім платинових сертифікацій. Загалом це вже четвертий повноформатний реліз дуету. У збірці представлено 17 найкращих композицій з двох студійних альбомів, пісня «Eva» зі збірки 2017 року «Tutte le migliori», а також абсолютно нова пісня під назвою «Niente è andato perso».
Про вихід нової збірки дуету було оголошено 12 листопада 2021 року, тоді ж було відкрито офіційне попереднє замовлення фізичних копій. Альбом буде випущений у кількох варіантах: у цифровому форматі, на компакт-дисках та вінилових платівках, до всіх виданнь (крім стандартного хардковер-диску) додаватиметься унікальна фотокнига з невиданими раніше фото артистів. Вихід збірки у цифровому форматі та на хардковер-дисках відбудеться 26 листопада 2021 року, реліз на інших носіях — 10 грудня.
24 листопада на заході «Milano Music Week» ексклюзивно буде представлено пісню та відеокліп «Niente è andato perso».

## Список композицій
| #   | Назва                                  | Автор                                              | Тривалість |
| --- | -------------------------------------- | -------------------------------------------------- | ---------- |
| 1.  | «Niente è andato perso»                | Міна, Адріано Челентано, Фабіо Ілаква              | 4:10       |
| 2.  | «Eva»                                  | Андреа Галло, Луїджі Де Ренцо                      | 5:12       |
| 3.  | «A un passo da te»                     | Фабіо Ілаква                                       | 4:31       |
| 4.  | «Brivido felino»                       | Паоло Аудіно, Стефано Ченчі                        | 3:43       |
| 5.  | «Ma che ci faccio qui»                 | П'єтро Палетті                                     | 4:01       |
| 6.  | «Acqua e sale»                         | Джованні Донцеллі, Вінченцо Леомпорро              | 4:40       |
| 7.  | «Amami amami»                          | Ріккардо Сінігалья, Ідан Райхель                   | 3:18       |
| 8.  | «È l'amore»                            | Андреа Мінгарді, Мауріціо Тіреллі                  | 3:39       |
| 9.  | «Io non volevo»                        | Адріано Челентано                                  | 4:08       |
| 10. | «Come un diamante nascosto nella neve» | Марко Бруні                                        | 3:46       |
| 11. | «Specchi riflessi»                     | Джованні Донцеллі, Вінченцо Леомпорро              | 4:57       |
| 12. | «Che t'aggia di'»                      | Адріано Челентано                                  | 5:08       |
| 13. | «Non mi ami»                           | Федеріко Спаньолі                                  | 3:59       |
| 14. | «Messaggio d'amore»                    | Массіміліано Пані                                  | 2:36       |
| 15. | «Sempre sempre sempre»                 | Луїджі Альбертеллі, Енріко Ріккарді                | 4:46       |
| 16. | «Se mi ami davvero»                    | Мондо Марчо                                        | 3:42       |
| 17. | «Ti lascio amore»                      | Тото Кутуньйо, Маріо Кулотта, Фабріціо Берлінчіоні | 5:13       |
| 18. | «Sono le tre»                          | Лука Рустічі, Філіппе Леон                         | 3:47       |
| 19. | «Dolce fuoco dell'amore»               | Джулія Фасоліно                                    | 4:39       |